# Velereč
Velereč (cyr. Велереч) – wieś w Serbii, w okręgu morawickim, w gminie Gornji Milanovac. W 2011 roku liczyła 704 mieszkańców.